# Pascal Jehl
Pour les articles homonymes, voir Jehl.
Pascal Jehl, né le 1er janvier 1965 à Toulon (Var), est un joueur français de rugby à XV reconverti entraîneur qui évoluait au poste de ailier au sein de l'effectif du Rugby club toulonnais (1,84 m pour 76 kg). 

## Carrière

### Joueur
- RC Toulon

### Entraîneur
- RC Toulon (équipe espoir)
- 2006-2007 : Pays d'Aix RC (associé à Éric Dasalmartini)
- Depuis 2007 : Cadets Alamercery du RC Toulon

## Palmarès de joueur

### En club
- Champion de France (2): 1987 et 1992
  - Finaliste (2): 1985 et 1989

### En équipe nationale
- Sélectionné avec les Barbarians français en rugby à sept.